# Šimon Partlic

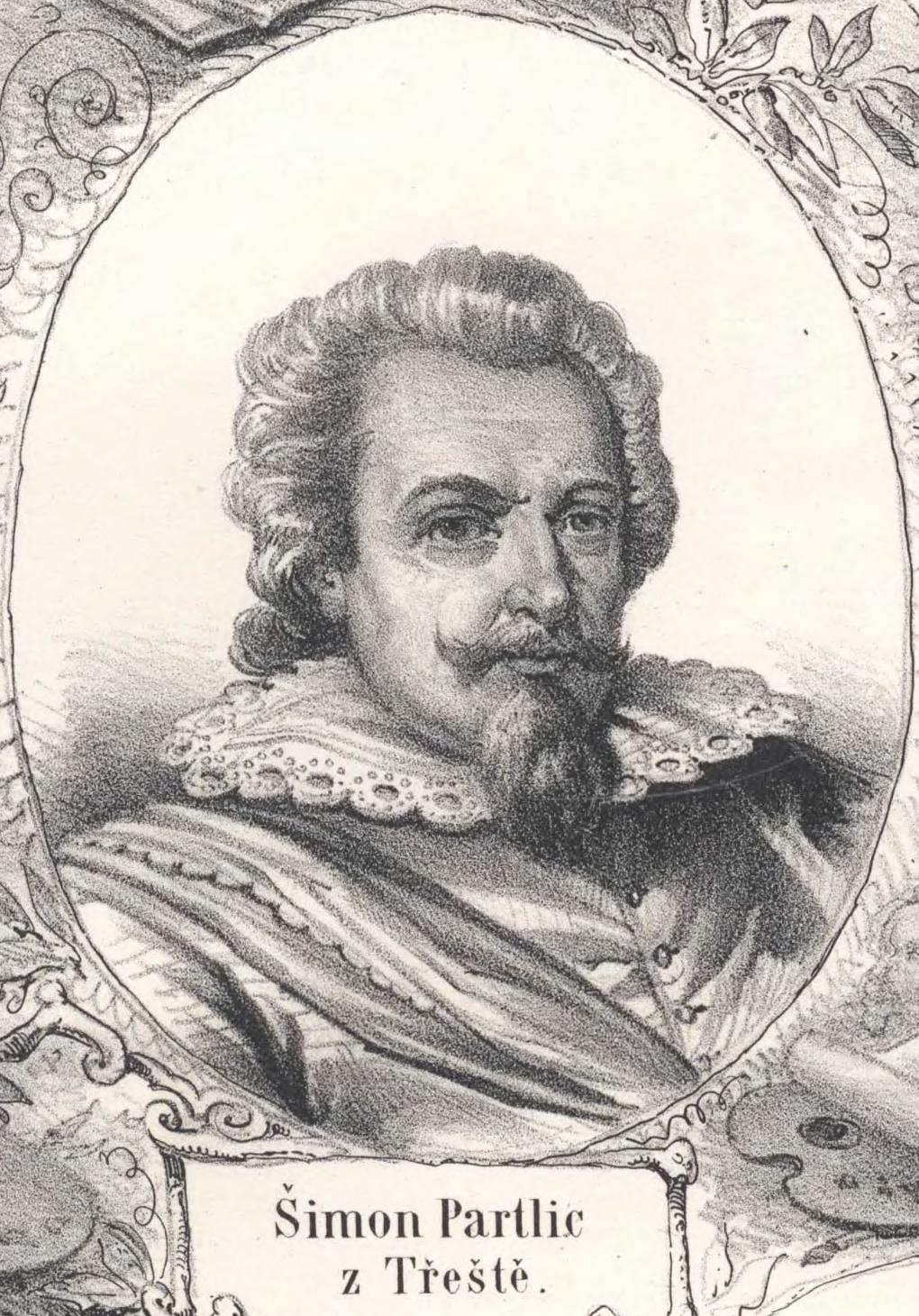
Šimon Partlic

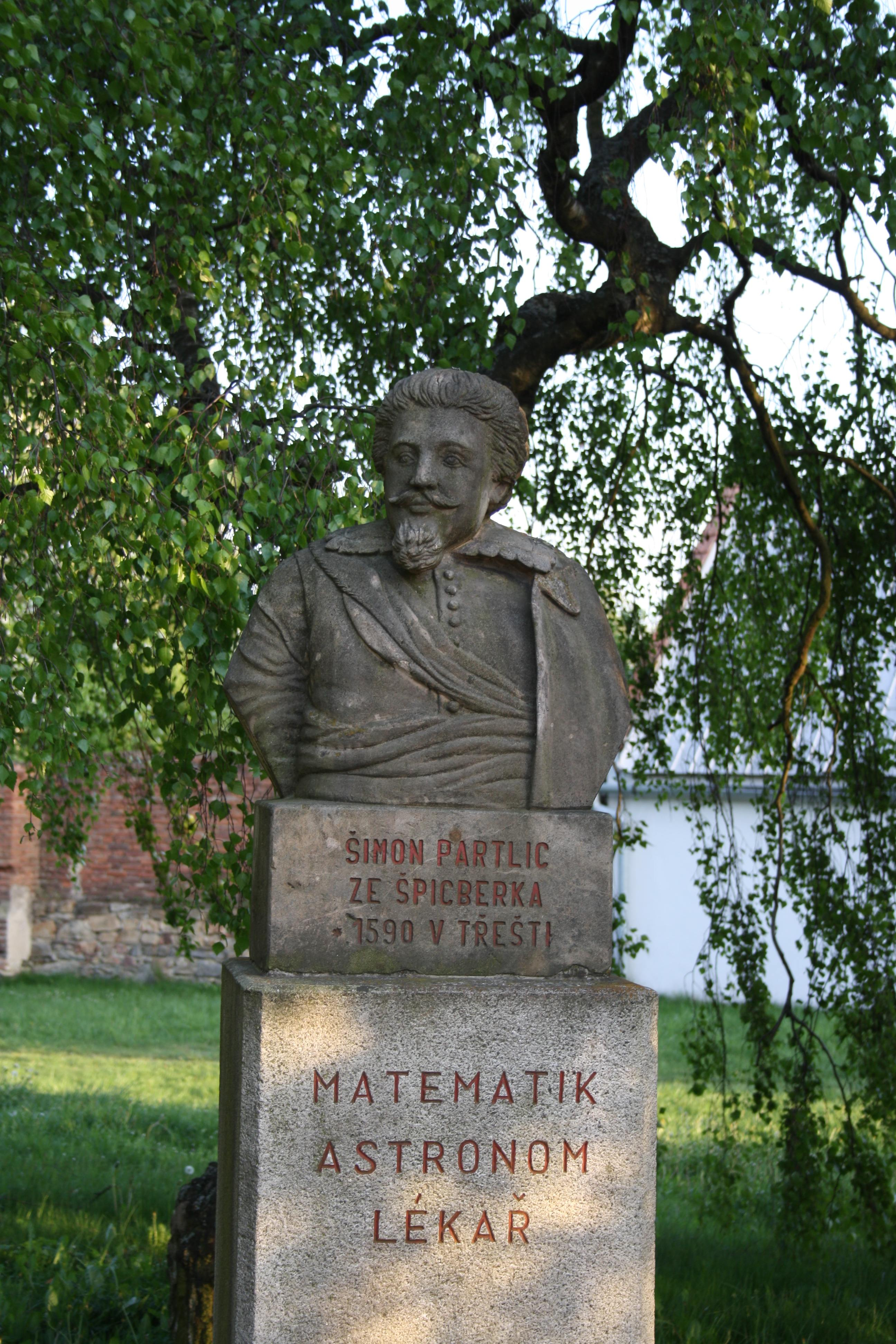
Partlic-Büste in Třešť

Šimon Partlic ze Špicberga (deutsch Simon Partlitz von Spitzberg; * 1590 in Třešť; † um 1640 vermutlich in Trenčín) war ein tschechischer Mathematiker, Astronom und Arzt.

## Biographie
Partlic war ein Leibeigener des Hertwig Zedlitz von Schönfeld. Er studierte an der Universität Prag, besuchte dort unter anderem Vorlesungen des Professors Martinus Bachaczii (Martin Bacháček z Nauměřic), erlangte 1612 den Grad eines Baccalaureus und wurde 1614 zum Magister der Artistenfakultät promoviert. Im Jahr 1621 erhielt er von der Universität Basel das Doktorat in Medizin.
Er lehrte danach an verschiedenen Schulen in Böhmen, 1619 bei den Herren von Schönburg in Deutschland und war während des böhmischen Ständeaufstandes Erzieher am Hof des böhmischen Königs Friedrich von der Pfalz. Daneben widmete er sich immer wieder der Astronomie. Nach der Niederschlagung des Aufstandes musste er wegen seines protestantischen Glaubens emigrieren. 1625  konvertierte er zum Katholizismus und kehrte nach Böhmen zurück.

## Werke
Šimon Partlic ze Špicberga fertigte einige astrologisch-astronomische Schriften und Kalender an und beschäftigte sich mit der Beobachtung und Beschreibung von Kometen (Komet 1618 I (auch Keppler-Komet) und 1618 II). Er gilt auch als Nachfolger von Gerolamo Cardano, der Kometen in Horoskope einbezog.
- Calendarium perpetuum oeconomicum (1616)
- Calendarium perpetuum oeconomicum (1617)
- Tractatus cometographicus (1619)
- Judicium astrologicum (1620)